# عاطف منتصر
عاطف فهيم محمد منتصر (15 سبتمبر 1948 – 14 أبريل 2018) هو منتج الكاسيت المصري ومؤسس شركة صوت الحب للإنتاج الفني والتوزيع ومكتشف العديد من المطربين في مصر والعالم العربي مثل: هاني شاكر وأحمد عدوية وعزيزة جلال ومحمد فؤاد ومدحت صالح وعمر فتحي وفرقة المصريين وفرقة فور إم ومتقال قناوي.

## حياته
ولد عاطف منتصر في الخامس عشر من شهر سبتمبر لعام 1948 في مدينة طنطا بـمحافظة الغربية، وتخرج من كلية التجارة بـجامعة القاهرة،  لديه أربعة أشقاء هم: سامية وأحمد ومحمد عبد المنعم ومصطفى، لم يتزوج عاطف أبدًا.
بدأ حياته بالعمل في شركة مقاولات تمتلكها أسرته وعندما بلغ 22 عامًا رغب في ترك عمله في شركة المقاولات وتغيير مساره وفي تلك الفترة التقى بالشاعر مأمون الشناوي وعرض عليه الشناوي أن يقوما بإنشاء شركة اسطونات وبعد مفاوضات عنيفة مع والده الذي كان يرفض هذه الفكرة وافق على أن يقرضه المال كما أقرضه شقيقه الأكبر وقام بتأسيس شركته في إحدى غرف شركة المقاولات عام 1972 وأطلقا عليها اسم «صوت الحب» وكان مأمون الشناوي المستشار الفني للشركة، ويذكر أن محسن جابر –ابن خالة عاطف منتصر- مالك شركة «عالم الفن» وقنوات «مزيكا» قد عمل معه كموزع قبل أن يقوم محسن بتأسيس شركته الخاصة.

## صوت الحب للإنتاج الفني والتوزيع
يعد هاني شاكر من أوائل المطربين الذين اكتشفهم وانتجت لهم الشركة، كما اكتشف أحمد عدوية وحققا معًا نجاحًا وقدم عزيزة جلال ومحمد فؤاد ومدحت صالح ومتقال قناوي وسجل لـ عمر خيرت موسيقاه، كما سجل المصحف المُرتل بصوت الشيخ محمود خليل الحصري وكان المصحف عبارة عن 31 شريطًا وبصوت الشيخ الطبلاوي وأعاد إحياء تراث سيد درويش باكتشافه إيمان البحر درويش، وادخل كلا من فايزة أحمد وشادية ونجاة إلى عالم الكاسيت، وأنتج أغنية «في أمان الله» للمطرب محمد عبده في بداياته وتعاقد مع وردة الجزائرية وأنتج لها عدد من ألبوماتها، بالإضافة إلى أنه أنتج فيلمها «آه يا ليل يا زمن» عام 1977، وقامت شركة «صوت الحب» بتوزيع العديد من الأفلام محليًا ودوليًا تحت اسم «أفلام صوت الحب (عاطف منتصر وشركاه)».
التقى عاطف منتصر بالفنان هاني شنودة في منتصف السبعينيات وكونا معًا «فرقة المصريين»، شريط كاسيت بعنوان «بحبك لا» ويضم 8 أغان قصيرة وتم إصداره عام 1977 وقد استغرق التسجيل 8 أشهر وقبلها كان قد استورد شرائط الكاسيت من ألمانيا وسويسرا وكانت الفرقة تتكون من: منى عزيز وإيمان يونس وتحسين يلمظ وممدوح قاسم وعمر فتحي وقد كتب لهم شعراء عدة أبرزهم صلاح جاهين وعمر بطيشة، كما التقى عاطف منتصر أيضًا بالدكتور عزت أبو عوف في مطلع الثمانينيات وكونا معًا فرقة «فور إم» التي تضم شقيقات عزت أبو عوف وهن: منى ومها ومنال وميرفت.
اختارت مجموعة إيمي المحدودة (بالإنجليزية: EMI Group Limited) وهي شركة تسجيلات إنجليزية أمريكية - إحدى شركات مجموعة يونيفرسال الموسيقية (بالإنجليزية: Universal Music Group) منذ عام 2012 - صوت الحب لتكون شريكتها والمسؤولة عن إنتاجها في الوطن العربي عام 1985 واستمرت هذه الشراكة لمدة 6 سنوات. تعد صوت الحب رابع أكبر كتالوج عربي في الشرق الأوسط وشمال أفريقيا. أنتج عاطف منتصر ما يقرب من 351 ألبوم  و1830 أغنية.

### من أشهر الفنانين الذين سجلت لهم الشركة
- أحمد عدوية
- وردة الجزائرية
- فرقة المصريين
- حميد الشاعري
- محمد فؤاد
- مدحت صالح
- ليلى مراد
- عمر خيرت
- هاني شاكر
- نجاة الصغيرة
- إيمان البحر درويش
- عزيزة جلال
- فاطمة عيد
- فايزة أحمد
- فور إم
- هاني مهنا
- هاني شنودة
- هدى سلطان
- محمد الحلو
- مجد القاسم
- محمد ثروت
- محمد عبده
- متقال القناوي

### من أشهر الأغنيات التي سجلتها الشركة
- السح الدح إمبو لـ أحمد عدوية
- إسمعوني لـ وردة الجزائري
- في السكة لـ محمد فؤاد
- كدة برضه يا قمر لـ هاني شاكر
- كوكب تاني لـ مدحت صالح
- ماتحسبوش يا بنات لـ فرقة المصريين
- الليلة الكبيرة لـ فور إم
- محسوبكم انداس لـ إيمان البحر درويش
- في أمان الله لـ محمد عبده

## وفاته[12]
رحل عاطف منتصر عن عالمنا في الرابع عشر من شهر أبريل لعام 2018 وشيعت جنازته من مسجد عمر مكرم في منطقة وسط البلد بـمحافظة القاهرة، ودفن بمقابر الأسرة في مدينة نصر.